# Dmitrij Łazowski
Dmitrij Łazowski (biał. Дзмітры Мікалаевіч Лазоўскі, Dzmitry Mikalajevič Lazoŭski, ros. Дмитрий Николаевич Лазовский, Dmitry Nikolaievich Lozovsky) (ur. 1959) – białoruski technik, naukowiec, profesor, doktor habilitowany inżynier, od 2003 rektor Połockiego Uniwersytetu Państwowego.
W 1981 ukończył studia ze specjalnością budownictwo społeczne i przemysłowe na Nowopołockim Instytucie Politechnicznym.
W maju 2003 został mianowany rektorem Połockiego Uniwersytetu Państwowego.